# Puteonator
Puteonator is een geslacht van kreeftachtigen uit de klasse van de Malacostraca (hogere kreeftachtigen).

## Soort
- Puteonator iraqiensis Gurney, 1987